# Armstrong Whitworth A.W.14 Starling
L'Armstrong Whitworth A.W.14 Starling est un chasseur expérimental britannique de l'entre-deux-guerres.

## La fiche-programme F.9/26
C’est pour répondre à la spécification F.9/26 de l’Air Ministry, portant sur un monoplace de chasse de jour et de nuit, que J. Lloyd dessina un biplan à ailes inégales décalées de construction mixte largement inspiré du Siskin. Les plans, inégaux en corde comme en envergure, possédaient des longerons en acier, des nervures en bois et un revêtement entoilé, le fuselage étant réalisé en tubes d’acier entoilés. Deux mitrailleuses fixes Vickers de 7,7 mm devaient armer ce chasseur.
Deux prototypes furent commandés, le premier [J8027] effectuant son premier vol le 19 mai 1927 avec un moteur en étoile Armstrong Siddeley Jaguar VII dont les 14 cylindres en double étoile n’étaient pas carénés. Ce moteur de 385 ch fut ensuite remplacé par un Jaguar IV suralimenté développant 410 ch à 2 745 m coiffé par un anneau Townend. Malgré cette remotorisation, le Starling se révéla décevant et le second prototype ne fut pas achevé, J. Lloyd préférant redessiner l’appareil.

## La fiche-programme N.21/26
En dépit de sa désignation, le Starling II [J8028] n’avait rien de commun avec son prédécesseur : dessiné derrière un moteur 14 cylindres en double étoile Armstrong Siddeley Panther (en) IIIA de 540 ch, ce monoplace armé de 2 mitrailleuses Vickers de 7,7 mm conservait seulement la formule biplan à ailes inégales décalées. La principale innovation de cet appareil était l’adoption d’un profil laminaire, très rare à l’époque.
Reconnaissable à un moteur non caréné, le second Starling fut exposé à l’Olympia Aircraft Exhibition en juillet 1929, quelques semaines après son premier vol, après avoir reçu une immatriculation civile [G-AAHC]. Utilisé comme démonstrateur par l'avionneur, il devait voler jusqu'au 14 mars 1931. 
Deux autres prototypes furent construits sur fonds privés pour répondre à la spécification N.21/26 concernant un chasseur de marine. Ces biplans, dotés d’un anneau Townend protégeant les cylindres, subirent des essais officiels en 1930 mais ne donnèrent pas plus satisfaction que le Starling terrestre, auquel la Royal Air Force préféra le Bristol Bulldog. Le Starling II était pourtant plus rapide et meilleur grimpeur que le Siskin. 